# Gazette (casier réfractaire)
Pour les articles homonymes, voir gazette.

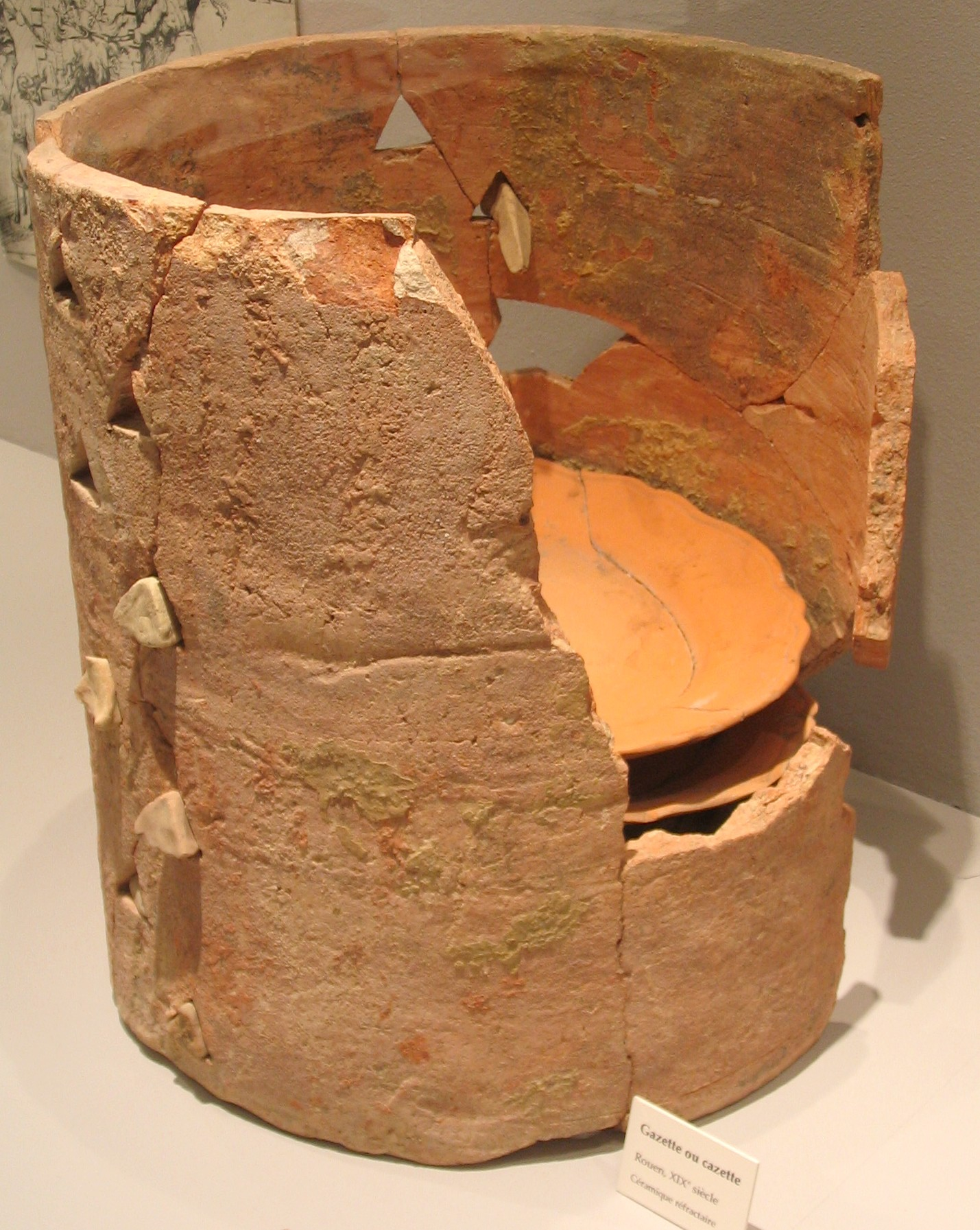
Gazette du XIXe siècle ; des pernettes sont visibles, fichées dans les trous triangulaires de sa paroi. Musée de la céramique de Rouen.

La gazette (appelée aussi casette ou cazette) est une protection en terre réfractaire utilisée pour l'enfournement et la cuisson de grès, terres, céramiques et porcelaines dans les fours à bois ou à charbon.

## Historique

### Utilisation comme matériel d'enfournement

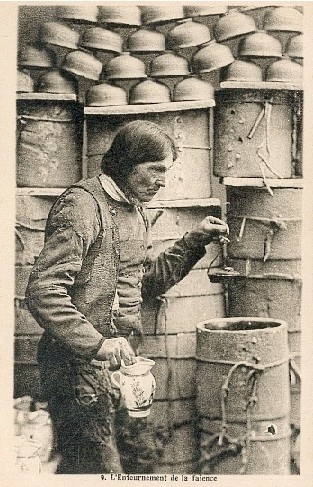
Protection des faïences de Quimper lors de l'enfournement à l'aide de gazettes, début XXe siècle.

La gazette, quelle que soit sa forme, a pour fonction de préserver la blancheur des pièces en céramique ou porcelaine, en les protégeant de la flamme, des dépôts de cendres en les isolant de l'atmosphère du four.
Ce procédé est largement utilisé dans les fours à bois et à charbons de tout type, jusqu'à l'introduction de techniques plus modernes, fours de moufle dans lesquels la flamme passe dans des conduits qui la séparent des pièces à cuire, ou tunnels de cuisson.

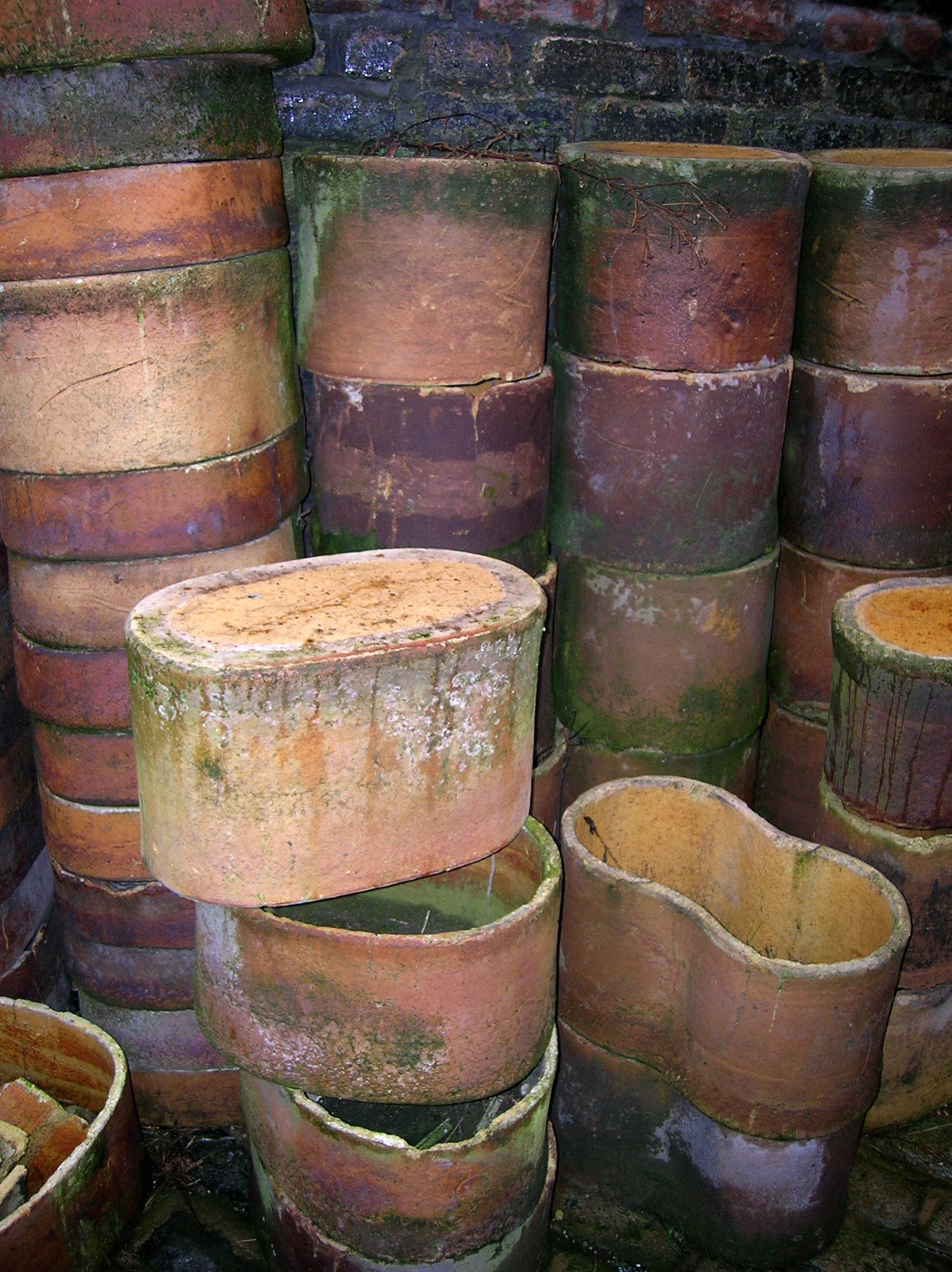
Gazettes exposées au Gladstone Pottery Museum.

Selon les périodes historiques et les lieux, les gazettes sont de forme ronde ou rectangulaire, dédiées à un seul objet ou à une série complète. Ainsi, dans les régions asiatiques, les pièces enfournées, notamment les poteries en porcelaine, sont, le plus souvent, protégées individuellement dans des gazettes.
Dans les fours à porcelaine européens du XIXe siècle, les gazettes sont des étuis de forme cylindrique en terre cuite réfractaire. Ces étuis s'empilent les uns sur les autres et contiennent, séparées par des rondeaux ou supportées par des pernettes, les pièces des futures porcelaines ayant subi leur première cuisson à 900 °C. Rondeaux et gazettes protègent des flammes et des retombées de cendres les objets soumis à une deuxième cuisson de grand feu à 1 380 °C.
Dans un four comme le four de Casseaux de Limoges, monument historique, les masses enfournées peuvent être considérables : 5 tonnes de porcelaine et 35 tonnes de gazettes.
De nombreuses difficultés peuvent survenir durant une cuisson d'environ quarante heures utilisant 15 tonnes de charbon. Parmi celles-ci l'effondrement possible des colonnes de gazettes obligeait les cuiseurs à une vigilance de tous les instants.
Les gazettes à porcelaine doivent être réalisées dans une argile très pure. À défaut, les matières ferrugineuses ou d'autres matières minérales contenues dans les gazettes de moindre qualité se vaporisent sous la chaleur et peuvent venir « voiler » (teinter de façon non désirée) la porcelaine, ce qui la rend impropre à la vente.
Les gazettes contemporaines pour carreaux de grès sont un matériel d'enfournement de forme rectangulaire. À la différence des échelles d'enfournement, elles sont constituées d'une seule pièce.

Gazettes modernes à la Manufacture de Sèvres
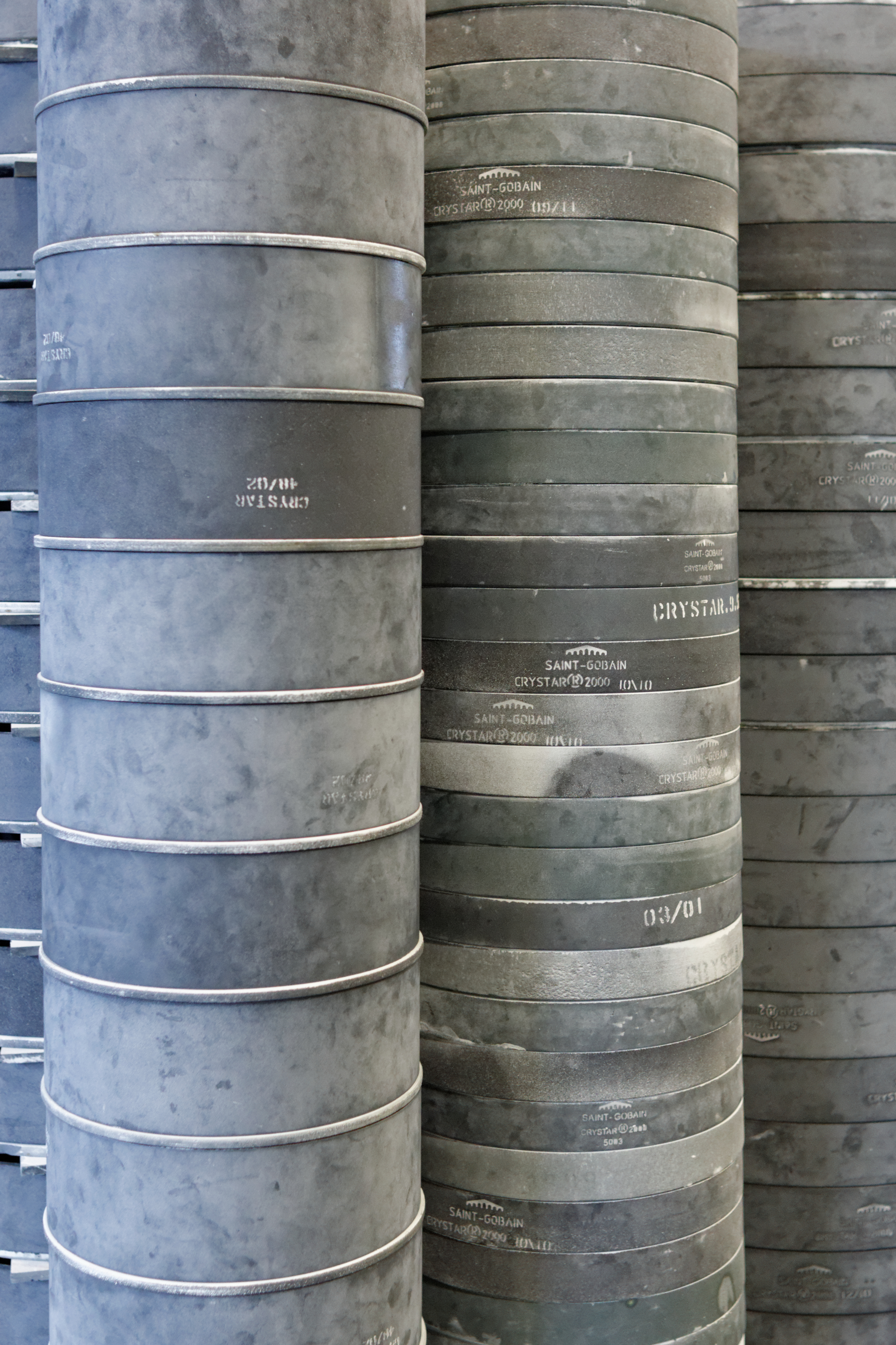
Gazettes fabriquées par Saint-Gobain
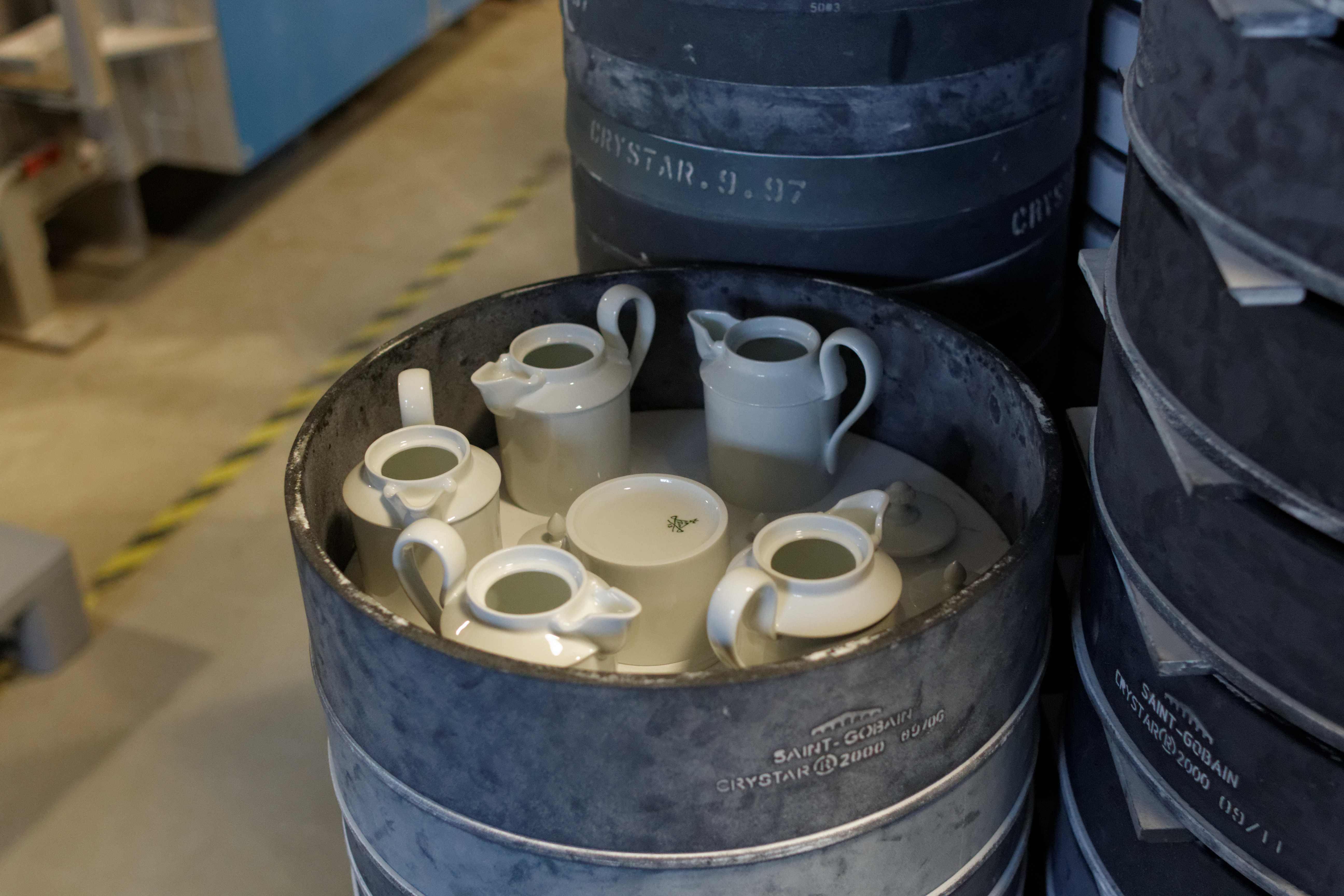
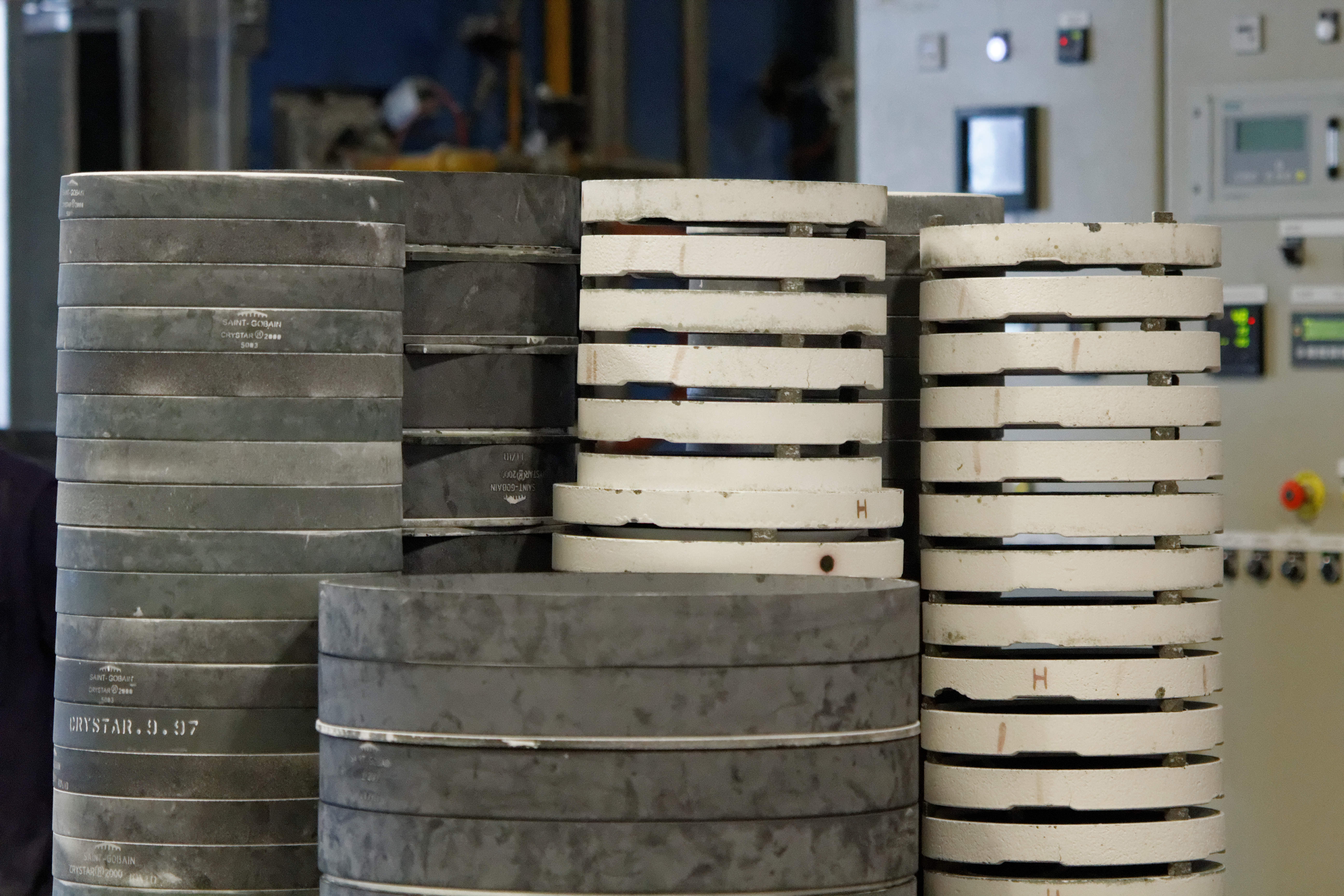
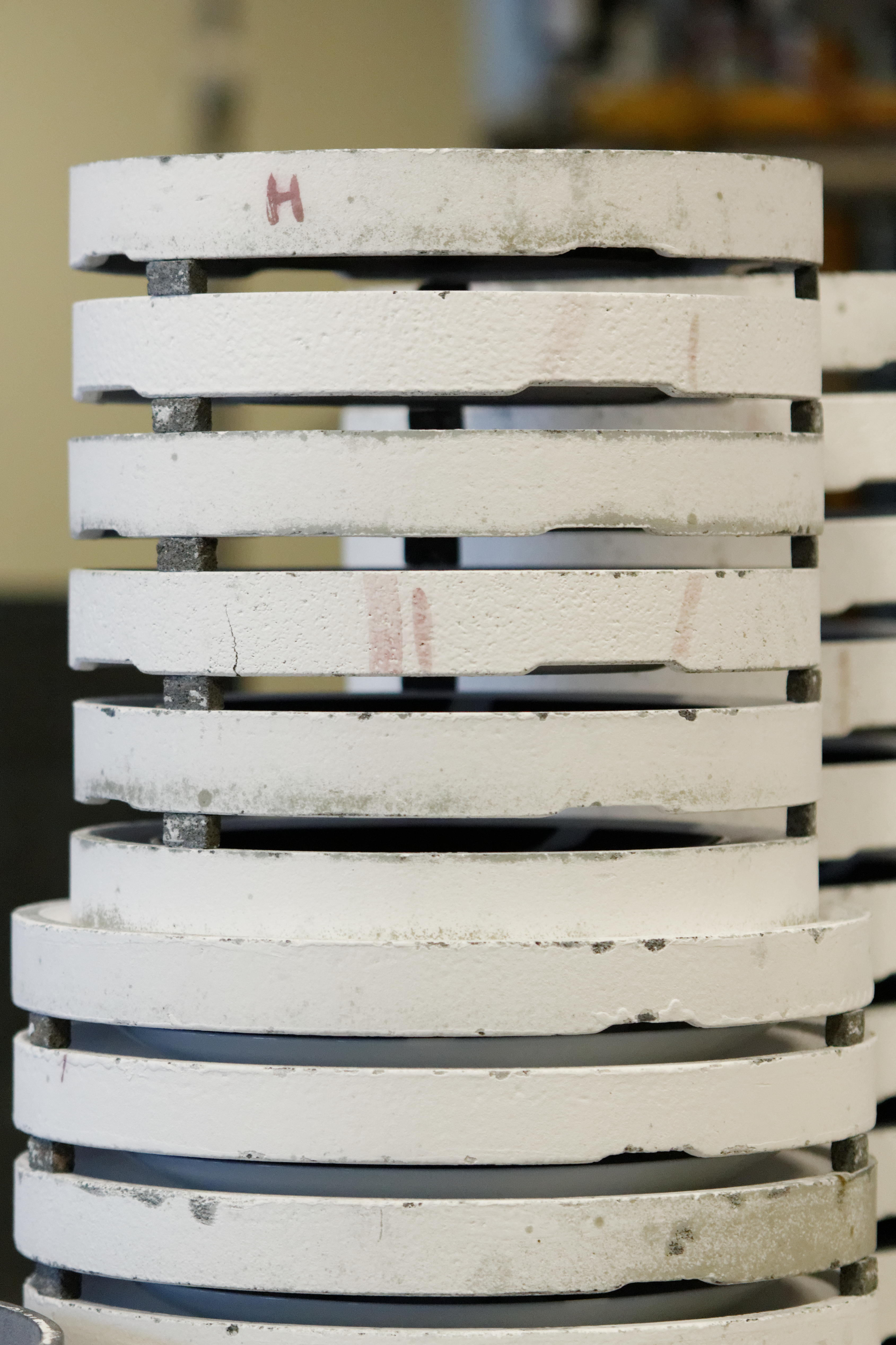

### Recyclage comme matériau de construction
Les gazettes sont réemployées comme matériau de construction aux XIXe et XXe siècles, dans les villes porcelainières. Elles sont utilisées dans les cours d'immeuble, les cuisines, les dépendances, voire sur la chaussée publique, les trottoirs. À Limoges et Vierzon se trouvent des gazettes dans les propriétés privées et sur les trottoirs, où elles peuvent servir de pavés.

Cour d'immeuble, centre ville de Limoges
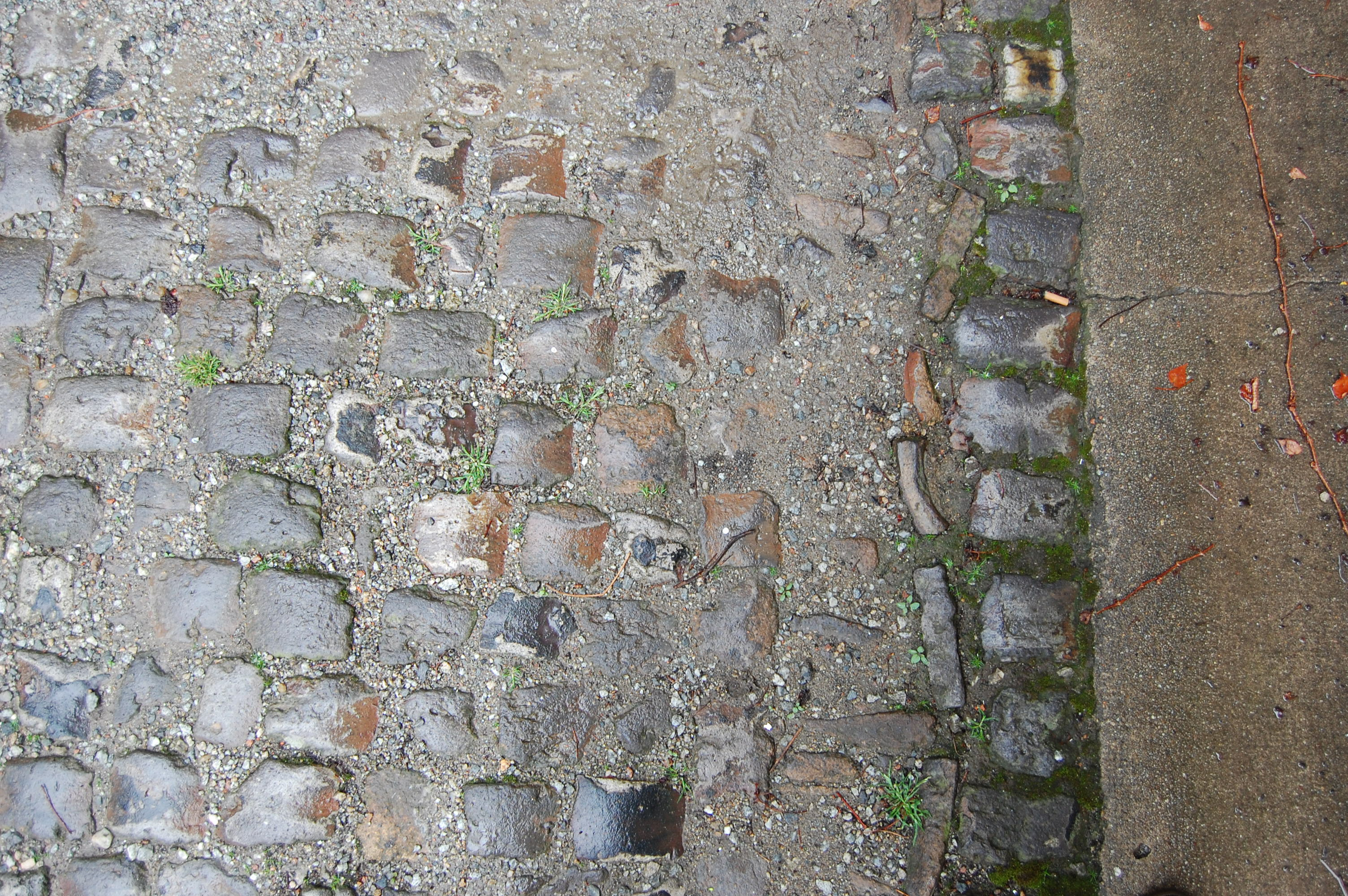
Pavement en gazettes.
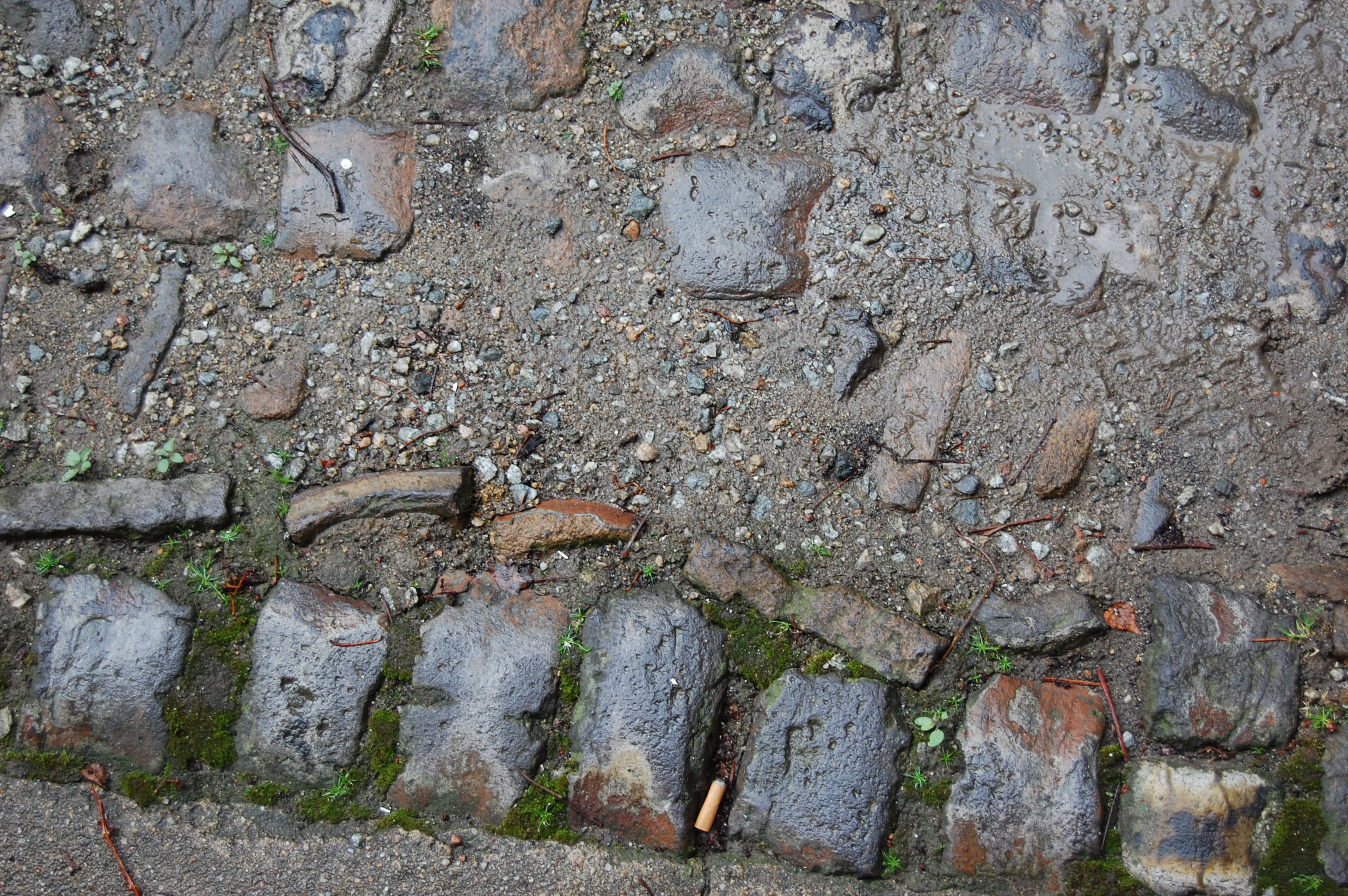
Détail.

## Sources et références
1. ↑   Voir moufle dans le Wiktionary, section  « chimie ».
2. ↑  « Denbac, principe de fabrication, les moules »(Archive.org • Wikiwix • Archive.is • Google • Que faire ?), sur ville-vierzon.fr, 2009 (consulté le 26 mars 2012).
3. ↑  « Le four, les gazettes »(Archive.org • Wikiwix • Archive.is • Google • Que faire ?), sur fourdescasseaux.com, 2009 (consulté le 26 mars 2012).
4. ↑  Dictionnaire raisonné universel des arts et métiers, t. III, Lyon, Amable Leroy, 1801, 574 p., sur books.google.fr (lire en ligne).
5. ↑  Catalogue Céram Décor 2010/2011 : les gazettes d'enfournement pour carreaux, 120 p., p. 113, « PDF sur ceramdecor.fr - lien brisé »(Archive.org • Wikiwix • Archive.is • Google • Que faire ?).